# 2004년 하계 올림픽 안도라 선수단
2004년 하계 올림픽 안도라 선수단은 그리스 아테네에서 개최된 2004년 하계 올림픽에 참가한 올림픽 안도라 선수단이다.

## 수영
남자
| 선수            | 세부 종목     | 예선    | 예선 | 준결선    | 준결선    | 결선      | 결선      |
| 선수            | 세부 종목     | 기록    | 순위 | 기록      | 순위      | 기록      | 최종 순위 |
| 호시네 하시아네 | 200m 개인혼영 | 2:06.48 | 36   | 진출 실패 | 진출 실패 | 진출 실패 | 진출 실패 |

## 육상

### 남자
트랙 및 도로 경기
| 선수            | 세부 종목 | 결선    | 결선 |
| 선수            | 세부 종목 | 기록    | 순위 |
| 안토니 베르나도 | 마라톤    | 2:23:55 | 57   |

## 참고 자료
- (영어) “Andorra at the 2004 Athina Summer Games”. SR/Olympic Sports. 2011년 5월 19일에 원본 문서에서 보존된 문서. 2011년 10월 7일에 확인함.